# Spaced Invaders
Spaced Invaders este un film american de comedie științifico-fantastică din 1990, regizat de Patrick Read Johnson (debut regizoral) și cu Douglas Barr, Royal Dano și Ariana Richards în rolurile principale. Titlul filmului este un joc de cuvinte bazat pe cel al jocului video clasic Space Invaders. Cu timpul, a devenit un film idol.

## Prezentare
Martienii sunt în război cu o lume extraterestră ostilă. O navă marțiană de patrulare recepționează un apel radio incomplet din partea flotei spațiale marțiane și apoi un fragment din piesa de radio a lui Orson Welles, Războiul lumilor, care este difuzată pe un post de radio de pe Pământ. Echipajul incompetent al navei de patrulare crede din greșeală că Marte va invada Pământul și se îndreaptă spre Pământ. Ajung în orașul american Big Bean unde se prăbușesc într-un hambar. În Big Bean, însă, marțienii nu sunt luați în serios pentru că au sosit de Halloween și, cu statura lor mică și comportamentul lor dependent, arată ca niște copii deghizați. Cu toate acestea, în tânăra Kathy găsesc un aliat care le permite să se întoarcă pe planeta Marte.

## Distribuție
- Douglas Barr - Sheriff Sam Hoxly
- Royal Dano - Mr. Wrenchmuller
- Ariana Richards - Kathy Hoxly
- Gregg Berger - Steve W. Klembecker
- Fred Applegate - Deputy Russell Pillsbury
- Wayne Alexander - Vern Pillsbury / Verndroid
- J.J. Anderson - Brian Hampton
- Patrika Darbo - Mrs. Vanderspool
- Tonya Lee Williams - Ernestine Hampton
- Kevin Thompson - Blaznee
- Jimmy Briscoe - Captain Bipto
- Tony Cox - Corporal Pez
- Debbie Lee Carrington - Dr. Ziplock
- Tommy Madden - Lieutenant Giggywig

### Voci
- Kevin Thompson - Blaznee
- Jeff Winkless - Captain Bipto
- Tony Pope - Corporal Pez
- Joe Alaskey - Dr. Ziplock
- Bruce Lanoil - Lieutenant Giggywig
- Patrick Read Johnson - Commander / Enforcer Drone
- Kirk Thatcher - Shortstuff